# 微分法

函数のグラフ（黒）とその接線（赤）。接線の傾きが接点における函数の微分係数に等しい。

数学における微分法（びぶんほう、英: differential calculus; 微分学）は微分積分学の分科で、量の変化に注目して研究を行う。微分法は積分法と並び、微分積分学を二分する歴史的な分野である。
微分法における第一の研究対象は関数の微分（微分商、微分係数）、および無限小などの関連概念やその応用である。函数の選択された入力における微分商は入力値の近傍での函数の変化率を記述するものである。微分商を求める過程もまた、微分 (differentiation) と呼ばれる。幾何学的にはグラフ上の一点における微分係数は、それが存在してその点において定義されるならば、その点におけるグラフの接線の傾きである。一変数の実数値関数に対しては、一点における函数の微分は一般にその点における函数の最適線型近似を定める。
微分法と積分法を繋ぐのが微分積分学の基本定理であり、これは積分が微分の逆を行う過程であることを述べるものである。
微分は量を扱うほとんど全ての分野に応用を持つ。たとえば物理学において、動く物体の変位の時間に関する導函数はその物体の速度であり、速度の時間に関する導函数は加速度である。物体の運動量の導函数はその物体に及ぼされた力に等しい（この微分に関する言及を整理すれば運動の第2法則に結び付けられる有名な方程式 F = ma が導かれる）。化学反応の反応速度も導函数である。オペレーションズ・リサーチにおいて導函数は物資転送や工場設計の最適な応報の決定に用いられる。
導函数は函数の最大と最小を求めるのに頻繁に用いられる。導函数を含む方程式は微分方程式と呼ばれ、自然現象の記述において基本的である。微分およびその一般化は数学の多くの分野に現れ、例えば複素解析、関数解析学、微分幾何学、測度論および抽象代数学などを挙げることができる。

## 微分
x および y は実数で、y は x の函数、すなわち各 x の値に対して対応する y の値がひとつ存在すると仮定する。この関係を y = f(x) と書くことができる。f(x) が直線に対する等式（線型方程式）ならば二つの実数 m および b が存在して y = mx + b が成り立つ。この「傾き・切片標準形」において m は傾きと呼ばれ、差分商
{\displaystyle m={\frac {\Delta y}{\Delta x}}}

点 (x,f(x)) における接線

によって決定することができる。ここに記号 Δ（ギリシア文字大文字のデルタ）は変化の増分を表す。従って Δy = m Δx。
直線でない一般の函数では、傾きを持たないことが起こる。幾何学的には、点 x = a における f の微分係数とは函数 f の点 a における接線の傾きのことをいい、上記の差分商の極限（微分商）に等しい。これはしばしば微分の記法に従って f'(a), あるいはライプニッツの記法に従って dy/dx|x=a と書かれる。微分商は f の a における線型近似の傾きであるから、この微分商（と a における f の値）は点 a の近くで f の最適線型近似あるいは線型性を決定する。
f の定義域の各点 a において微分商が存在するならば、各点 a を f の a における微分商へ写す函数（導函数）が存在する。例えば、f(x) = x2 とすれば導函数は f'(x) = dy/dx = 2x である。
これと近しい関係の概念として、関数の微分がある。接点 (a, f(a)) を原点として、各軸に平行な座標軸 dx, dy を持つ局所座標系を考えるとき、この座標系において原点を通り傾き dy/dx|x=a の直線（すなわち、もとの座標系でみれば f の a における接線）は dy = dy/dx|x=a dx で表される。これは x = a における増分 Δy = Δy/Δx|x=a Δx の線型化、線型主要部であり、dy は f の a における微分と呼ばれる。
x および y が実変数のときは f の x における微分商は f のグラフの x における接線の傾きであり、f の始域と終域は一次元であるから、f の微分商は実数として与えられるが、x および y がベクトル変数のとき、f のグラフの最適線型近似は f が一度に複数の方向へどれほど変化するかに依存する。一つの方向に関する最適線型近似をとることは偏微分（通常、∂y/∂x と書かれる）を決定する。一度にすべての方向への f の線型化は函数の全微分 df という。

## 微分法の歴史
接線の傾きを知るという意味で言えば、微分係数の概念は旧く古代ギリシアのエウクレイデス (c. 300 BC), アルキメデス (c. 287–212 BC), ペルガのアポロニウス (c. 262–190 BC) ら幾何学者たちには馴染みのものであった。またアルキメデスは無限小を用いる方法も導入しているが、それは微分や接線に関してではなくて主に面積や体積に対してである（『方法』の項を参照）。
変化率の研究に無限小を利用することは、インドの数学において恐らく紀元前500年くらい頃には見つけることができる。天文学者で数学者のアーリヤバタ (476–550) は月の軌道の研究に無限小を用いた。変化率の計算に無限小を用いる手法はバースカラ2世 (1114–1185) によって飛躍的に推し進められた。実際、ロルの定理などの微分法における重要な概念がその研究結果には含まれていると言われている。アラビア数学シャラフ・アル゠ディン・アル゠ツシ (1135–1213) は三次関数の微分係数を初めて求めて、微分法における重要な足跡を残した。その「方程式に関する研究論文」では、導函数や曲線の最大と最小など、正の解を持たない三次方程式を解くための微分法に関する概念が展開されている。
現代的な微分積分学は、アイザック・ニュートン (1643–1727) およびゴットフリート・ライプニッツ (1646–1716) の両者が独立に創始したというのが通例である。これにより微分を求めることと接線の傾きを求めることとが統一的に扱われるようになるが、彼らを創始者とする鍵となる洞察は微分法と積分法とを結びつける微分積分学の基本定理であり、これは時代遅れの（イブン・ハイサム（アルハゼン）の時代からそれほど拡張されたわけではなかった）古くからある面積や体積の計算法を塗り替えるものである。ニュートンとライプニッツ両者の微分に関する考え方は、アイザック・バロー (1630–1677), ルネ・デカルト (1596–1650), クリスティアーン・ホイヘンス (1629–1695), ブレーズ・パスカル (1623–1662), ジョン・ウォリス (1616–1703) ら数学者の著しい先駆的研究の上に打ちたてられている。一般的にはバローが微分の先駆的発明者とされるにも拘らず、ニュートンとライプニッツが微分法の歴史における重要人物であることに変わりないのは、少なくともニュートンが微分法を理論物理学に応用した最初の人であり、一方ライプニッツは今日においても使用される系統的な記号法を生み出したといった理由による。
17世紀以降多くの数学者が微分法に貢献している。19世紀には、微分積分学はオーギュスタン＝ルイ・コーシー (1789–1857), ベルンハルト・リーマン (1826–1866), カール・ワイエルシュトラスら数学者によってより厳密な基礎の上に置かれることになる。このころにはまた、微分法はユークリッド空間や複素平面上へも一般化されている。

## 応用

### 最適化問題
f は実数直線 ℝ（またはその開区間）上で定義された微分可能関数で、x は f の極大値または極小値を与える点とするとき、f の導函数の x における値は零に等しい。f'(x) = 0 なる点は臨界点または停留点と呼ばれ、また f の x における値は臨界値と呼ばれる（臨界点の定義は、微分係数が存在しない点まで含めるように拡張することがある）。逆に、f の臨界点 x を f の x における二階導関数を考えることで調べることができる:
- 二階微分係数が正ならば x で極小であり、
- 二階微分係数が負ならば x で極大であり、
- 二階微分係数が零ならば x で極小かもしれないし極大かもしれないし何れでもないかもしれない。例えば、f(x) = x3 は x = 0 に臨界点を持つがそこでは極小でも極大でもない。他方 f(x) = ± x4 は x = 0 に臨界点を持ち、そこでそれぞれ極小値および極大値をとる。

これは二階微分判定法と呼ばれる。別なやり方として、一階微分判定法は臨界点の前後における f' の符号の変化を見る。
微分して臨界点に関して解くことは、数理最適化において有効な極値を求めるための簡単な方法としてよく用いられる。最大値最小値定理により、閉区間上定義される連続函数は区間内で少なくとも一つの最小値および最大値に到達しなければならない。さらに函数が微分可能ならば、極小および極大は臨界点または端点でのみ達成できる。
これはまたグラフを描くのにも応用を持つ。可微分函数の極小値および極大値がわかったならば、グラフの概形は臨界点の間で増大するか減少するかを見ることで分かる。
高次元において、スカラー値函数の臨界点はその勾配が零になる点である。二階微分判定法は、臨界点における函数の二階偏微分係数からなるヘッセ行列の固有値と固有ベクトルを考えることで、やはり臨界点を調べるのに利用できる。全ての固有値が正ならば臨界点で極小であり、全て負ならば極大であり、いくつかは正で残りが負ならば臨界点は鞍点である。その何れの場合でもない（つまり、いくつかの固有値が零である）ならばこの判定法では結論は出ない。

#### 変分法
最適化問題の一つの例は、「曲面上の二点間を結ぶ最短曲線を求めよ、曲線はある曲面上に無ければならないものとする」というようなものである。考える曲面が平面ならば最短曲線は直線である。しかし曲面が例えば卵型のようなものならば最短経路問題はすぐには明らかでない。そのような経路は測地線と呼ばれ、変分法におけるもっとも単純な問題の一つが、測地線を求めることである。別の例は「空間ないの閉曲線が囲む最小の面積を求めよ」というものである。この曲面は極小曲面と呼ばれ、これも変分法を用いて求めることができる。

### 微分方程式
微分方程式は函数とその各階導函数たちの間に成り立つ関係を記述するものである。常微分方程式は一変数函数とその変数に関する導函数に対する微分方程式であり、偏微分方程式は多変数函数とその偏微分に対する微分方程式である。微分方程式は物理科学、数理モデリングおよび数学自身のなかから自然に生じてくる。例えば、力と加速度の関係を記述する運動の第2法則は二階常微分方程式 F(t) = md2x/dt2 で記述される。また、真っ直ぐな筒を通る熱の拡散の仕方を記述する一つの空間変数に関する熱伝導は偏微分方程式 ∂u/∂t = α∂2u/∂x2 で記述される。ただし、u(x,t) は x の位置の時刻 t における筒の温度を表し、α は筒を通る熱の拡散の仕方に依存して決まる定数である。

### 平均値の定理
平均値の定理は微分係数の値と元の函数の値との関係を記述する。f(x) が実数値函数で a, b は a < b を満たす数とするとき、平均値の定理は、緩やかな仮定の下で二点 (a, f(a)) および (b, f(b)) 間の傾きが a と b の間にある適当な点 c における接線の傾きに等しいことを主張する。記号で書けば f'(c) = f(b) − f(a)/b − a が成り立つ。
実用上は、平均値の定理がやっていることは、導函数によって函数自身を制御することである。例えば、f が各点において零に等しい導函数を持つとすると、これはその接線が至る所水平であることを意味するから、函数自身も水平でなければならない。平均値の定理はこれが実際に正しいことを証明する。f グラフ上の任意の二点間の傾きは f の接線の一つの傾きに等しくなければならず、それは全て零なのであるから、グラフ上の一点から別の任意の点へ引いた任意の直線も傾き零でなければならない。そしてそのような函数は上昇も下降もできないのだから水平線に他ならない。
導函数に対してより複雑な条件を与えれば、正確性は落ちるがより有効なもとの函数に関する情報が得られる。

### テイラー展開
導函数は与えられた点において可能な函数の最適線型近似を与えるが、それはもとの函数とは非常に異なることもある。この近似を改善する一つの方法は、二次の近似をとることである。それはつまり、実数値函数 f(x) の点 x0 における線型化が一次の多項式函数 a + b(x − x0) であるのに対し、より良い近似が二次多項式 a + b(x − x0) + c(x − x0)2 を考えることで得られるかもしれないということである。三次多項式 a + b(x − x0) + c(x − x0)2 + d(x − x0)3 なら更によいかもしれないし、この考えはより高次の多項式に対しても推し進めることができる。これらの多項式の各々に対して、可能な限りの近似を実現する係数 a, b, c, d の最適な選び方があるはずである。
x0 の近傍において、a として可能な最適の選択は常に f(x0) であり、b に対して可能な最適の選択は常に f'(x0) である。c, d およびより高階の係数についてもそれら係数は f の高階微分係数によって決定される。c は常に f"(x0)/2 であるはずだし、d は常に f'"(x0)/3! となるはずである。これら係数を用いて f のテイラー多項式が得られる。次数 d のテイラー多項式は f の最適近似となる d-次多項式であり、その係数は上記の式を一般化したものによって求められる。テイラーの定理はそれがどの程度よい近似であるのかの詳しい評価を与える。f が次数 d 以下の多項式ならば次数 d のテイラー多項式は f 自身に一致する。
テイラー多項式の極限はテイラー級数と呼ばれる無限級数である。テイラー級数はしばしばもとの函数の非常に良い近似を与える。自身のテイラー級数と一致するような函数は解析関数と呼ばれる。不連続だったり尖ったりしている函数は解析的になることはできない。そして滑らかな関数だが解析的でない函数が存在する。

### 陰函数定理
円など自然な幾何学図形のうちにはグラフとして描くことができないものが存在する。例えば f(x, y) = x2 + y2 − 1 と置けば円は f(x, y) = 0 なる対 (x, y) 全体の成す集合（f の零点集合）である。これは f のグラフと同じものではない（グラフは円錐になる）。陰函数定理は f(x, y) = 0 のような関係を函数に変換するものである。陰函数定理は、f が滑らかな関数ならば、ほとんどの点の周りで f の零点集合は函数のグラフを貼り合せたものに見えることを主張する。これが成り立たない点は f の微分に関する条件から決定される。例えば円の場合ｓ、二つの函数 ± √1 - x2 のグラフの貼り合せにすることができる。(−1, 0) および (1, 0) を除く円上の各点の近傍においてこの二つの函数のうちの一方が円のように見えるグラフを持つ（これら二つの函数は (−1, 0) および (1, 0) で交わるが、陰函数定理はそのことは保証しない）。
陰函数定理は、函数が逆函数の貼り合せのように見えることを述べる逆函数定理と近しい関係がある。